# Krugły Lasek
Krugły Lasek – wieś w Polsce położona w województwie podlaskim, w powiecie białostockim, w gminie Michałowo.
Wieś jest siedzibą sołectwa Krugły Lasek w skład którego wchodzą: Krugły Lasek, Planty, Odnoga-Kuźmy, Sacharki, Maciejkowa Góra i Pólko
W latach 1975–1998 miejscowość administracyjnie należała do województwa białostockiego.
Wierni Kościoła rzymskokatolickiego należą do parafii pw. Wniebowzięcia Najświętszej Maryi Panny i św. Stanisława Biskupa i Męczennika w Narwi. 
Natomiast prawosławni mieszkańcy wsi należą do parafii Narodzenia św. Jana Chrzciciela w Nowej Woli.